# Juan Pedro Aguirre
Juan Pedro Aguirre nacido como Juan Pedro Julián Aguirre y López de Anaya (Buenos Aires, Virreinato del Río de la Plata, 19 de octubre de 1781 - Buenos Aires, Confederación Argentina, 17 de julio de 1837) fue un político, militar y revolucionario argentino, además de ser el último ocupante, con carácter interino, del cargo de Director supremo de las Provincias Unidas del Río de la Plata.

## Biografía
Juan Pedro de Aguirre nació en Buenos Aires el 19 de octubre de 1781, hijo de Cristóbal de Aguirre y María Josefa López Anaya.
Sirvió en el Regimiento de Patricios durante la primera de las Invasiones Inglesas en 1806 y ascendió a capitán de milicias resultando herido en uno de los combates.
En 1807 participó de la defensa de la ciudad contra los británicos contribuyendo a la rendición del destacamento inglés que ocupaba el convento de Santo Domingo.
Adhirió a la Revolución de Mayo de 1810 poniendo su persona y fortuna al servicio de la causa de la emancipación, en contra de lo que opinaba su padre Cristóbal, que era leal al Rey. Actuó como alcalde de barrio y capitán de compañías patriotas, y fue miembro de la Comisión de Guerra en 1816. Su principal contribución al esfuerzo militar consistió en armar buques corsarios, actividad en la que destacó particularmente convirtiéndose en el principal armador de la guerra de independencia. Uno de sus buques, la goleta Congreso llegó a operar en aguas de Cádiz.
En febrero de 1820 ofició el cargo de Director Supremo de las Provincias Unidas del Río de la Plata por unos pocos días, y sería el último. En 1824 fue Ministro de Economía y Hacienda de la Provincia de Buenos Aires y en 1826 se convirtió en el primer presidente del antiguo Banco Nacional, que además tenía la facultad de acuñar moneda.
Juan Pedro Aguirre, junto a Pedro Andrés García, Manuel José de Haedo y José María Roxas y Patrón solicitaron la enfiteusis de cien leguas de tierras fiscales en la sierra del Volcán el 21 de febrero de 1826. Esta inmensa concesión ubicada en los hoy partidos de Ayacucho y Balcarce será el germen de la Estancia San Juan.
Ejerció el cargo hasta su muerte, ocurrida en Buenos Aires, en 1837.